# 韦森多夫
韦森多夫是德国下萨克森州的一个市镇。总面积31.23平方公里，总人口4998人，其中男性2441人，女性2557人（2011年12月31日），人口密度160人/平方公里。